# 520 Franziska
520 Franziska este un asteroid din centura principală, descoperit pe 27 octombrie 1903, de Max Wolf și Paul Götz.